# 탈라 (음악)
탈라(Tala), 티티(Titi), 피피(Pipi)는 인도의 음악의 리듬에 관한 기본 개념인 용어이다.
탈라는 서양 음악에서처럼 한마디(小節, 소절)를 더 잘게 쪼개지 않고, 몇 개의 마디를 모은 것으로 이루어진다. 예를 들면 다마르 탈라(Dhamar－tala)에서는 다음과 같은 4마디로 이루어진 아바르타(avarta)가 계속 반복된다. 제1마디는 5박, 제2마디는 2박, 제3마디는 3박, 제4마디는 4박으로 이루어졌는데, 이 네 마디가 모여서 아바르타를 이룬다.
이 14박의 탈라에서 첫박(sam)은 '×'로 표시되고, 제6박(2마디 첫박)은 '2'로 표시되며, 제8박(3마디 첫박)은 '0(khali)'로 표시되고, 11박((4마디 첫박)은 '3'으로 표시된다. sam에서는 두 손을 치는데, 탈라는 이 첫박에서 시작하지 않고, 그와 반대로 그치는데, 이 점에서 한국 음악의 장단과 다르다. khali에서는 두 손을 치지 않고, 오른손을 쳐들어서 앞으로 sam이 나올 것을 주의시킨다. 차우탈과 엑탈은 다같이 12박, 6마디로 되었지만 그 북치는 법에서 다르다. 즉 엑탈은 딘(dhin), 딘(dhin), 다(dha) … 같이 치고, 차우탈은 다(dha), 다(dha), 딘(dhin) … 같이 친다.
남인도의 탈라는 북인도의 것과 같지만 분류되어 있다. 즉, 3박으로 된 것은 트리수라 자티(trisura jati)이고, 4박으로 된 것은 챠투수라 자티(chiatusura jati)이며, 5박으로 된 것은 칸다 자티(khanda jati)이고, 7박으로 된 것은 미스라 자티(misra jati)이며, 9박으로 된 것은 산키르나 자티(sankirna jati)이다. 이 다섯 자티 중에서 두 자티만을 들어서, 그 두 자티로 된 기본 탈라 7가지를 들면 다음과 같다. 또하나 자주 사용되는 탈라는 아디 탈라(Adi－tala; 4+2+2)인데, 이것은 챠투수라 자티의 트리푸타 탈라에 지나지 않는다.